# Пилидис, Георгиос
Георгиос Пилидис (греч. Γεώργιος Πηλίδης; род. 21 января 2000, Афины) — греческий борец вольного стиля, участник Олимпийских игр.

## Карьера
Родился в Афинах. Начал заниматься борьбой в пять лет в Аспропиргосе. В борьбу Георгиоса привел его дед, который начал заниматься борьбой ещё в Советском Союзе и передал любовь к борьбе своему сыну. Затем старший брат младшему, и наконец это дошло до внука. Тот начал тренироваться, участвовать в турнирах и первые победы пришли сразу. В начале августа 2015 года в сербской Суботице он стал бронзовым призёром чемпионата Европы среди кадетов. В конце августа 2015 в Сараево, уступив в финале россиянину Алексею Копылову стал серебряным призёром чемпионата мира среди кадетов. В июле 2016 года в Стокгольме стал чемпионом Европы среди кадетов, а через два месяца во второй раз завоевал серебряную медаль чемпионата мира среди кадетов, уступив в финале украинцу Андрею Джелепу. В июле 2017 года в Сараево, одолев в финале россиянина Арташа Ооржака, во второй раз стал чемпионом Европы среди кадетов, а в сентябре 2017 года на чемпионате мира в Афинах завоевал бронзовую награду. В июне 2018 в Стамбуле завоевал бронзовую медаль Чемпионата Европы среди молодежи U23, а в марте 2019 года в Нови-Саде, уступив в финале россиянину Абасгаджи — серебряную медаль этих же соревнований. В феврале 2020 в Риме дебютировал на взрослом чемпионате Европы, где проиграл в схватке за бронзовую медаль армянину Арсену Арутюняну и занял 5 место. В мае 2021 стал финалистом на мировом Олимпийском квалификационном турнире, который состоялся в Софии, что позволило ему завоевать лицензию на участие в Олимпийских играх в Токио. В августе 2021 года на Олимпиаде уступил в первом же поединке Магомедмураду Гаджиеву, представлявшему Польшу (0:11) и выбыл из турнира, заняв итоговое 15 место.

## Достижения
- Чемпионат Европы среди кадетов 2015 — ;
- Чемпионат мира среди кадетов 2015 —
- Чемпионат Европы среди кадетов 2016 — ;
- Чемпионат мира среди кадетов 2016 —
- Чемпионат Европы среди кадетов 2017 — ;
- Чемпионат мира среди кадетов 2017 —
- Чемпионат Европы среди молодёжи U23 2018 — ;
- Чемпионат Европы среди молодёжи U23 2018 — ;
- Чемпионат Европы по борьбе 2020 — 5;
- Олимпийские игры 2020 — 15;